# Вайт-Пайн (Теннессі)
Вайт-Пайн (англ. White Pine) — місто (англ. town) в США, в округах Джефферсон і Гемблен штату Теннессі. Населення — 2471 особа (2020).

## Географія
Вайт-Пайн розташований за координатами 36°6′12″ пн. ш. 83°17′7″ зх. д. / 36.10333° пн. ш. 83.28528° зх. д. (36.103220, -83.285333).  За даними Бюро перепису населення США в 2010 році місто мало площу 6,85 км², уся площа — суходіл.

## Демографія
Згідно з переписом 2010 року, у місті мешкало 2196 осіб у 867 домогосподарствах у складі 601 родини. Густота населення становила 321 особа/км².  Було 969 помешкань (141/км²).
Расовий склад населення:
| - 91,3 % — білих - 1,2 % — чорних або афроамериканців - 0,5 % — корінних американців - 0,2 % — азіатів - 4,4 % — осіб інших рас |

До двох чи більше рас належало 2,4 %. Частка іспаномовних становила 8,7 % від усіх жителів.
За віковим діапазоном населення розподілялося таким чином: 25,3 % — особи молодші 18 років, 57,8 % — особи у віці 18—64 років, 16,9 % — особи у віці 65 років та старші. Медіана віку мешканця становила 38,2 року. На 100 осіб жіночої статі у місті припадало 91,0 чоловіків;  на 100 жінок у віці від 18 років та старших — 86,5 чоловіків також старших 18 років.
Середній дохід на одне домашнє господарство  становив 41 811 долар США (медіана — 31 285), а середній дохід на одну сім'ю — 53 755 доларів (медіана — 50 475). Медіана доходів становила 33 413 долари для чоловіків та 27 941 долар для жінок. За межею бідності перебувало 20,1 % осіб, у тому числі 27,1 % дітей у віці до 18 років та 16,6 % осіб у віці 65 років та старших.
Цивільне працевлаштоване населення становило 958 осіб. Основні галузі зайнятості: виробництво — 18,4 %, роздрібна торгівля — 17,2 %, мистецтво, розваги та відпочинок — 16,2 %.